# 松竹撮影所
株式会社松竹撮影所（しょうちくきょうとさつえいじょ）は、日本の映画スタジオ「松竹京都撮影所」を経営する日本の映画会社である。
1946年（昭和21年）に設立された京都映画株式会社（きょうとえいが-）を1995年（平成7年）に改称した松竹京都映画株式会社（しょうちくきょうとえいが-）を前身として、2008年（平成20年）10月15日に設立された。「京都映画」当時の撮影所名は「京都映画撮影所」、「松竹京都映画」当時の撮影所名は「松竹京都映画撮影所」であった。 ⇒ #名称の変遷
同撮影所は松竹系の撮影所で、現在も時代劇を中心とした映画やTV、CMフィルム撮りに使われている。2009年には立命館大学映像学部の学生実習用スタジオが作られた。
2011年3月、社名が松竹撮影所に変更された際、松竹大船撮影所の閉鎖以降松竹本社に設置されたセクションである「新撮影所準備室」を統合し「東京スタジオ」を設置。東京にもプロダクション機能が置かれる。

## データ
- 所在地 京都府京都市右京区太秦堀ヶ内町12-9

北緯35度00分47.48秒 東経135度42分1.44秒 / 北緯35.0131889度 東経135.7004000度

## 名称の変遷

### 所在地を固定した名称の変遷
「太秦堀ヶ内町」の同敷地に存在した撮影所の名称の変遷である。
| 年号               | 名称                 | 経営会社                 | 備考                       |
| ------------------ | -------------------- | ------------------------ | -------------------------- |
| 1935年（昭和10年） | マキノトーキー製作所 | マキノ・トーキー株式会社 | 開所                       |
| 1937年（昭和12年） | 今井映画製作所       | 今井映画製作所           |                            |
| 1940年（昭和15年） | 松竹太秦撮影所       | 松竹キネマ               | 買収                       |
| 1941年（昭和16年） | 興亜映画撮影所       | 興亜映画                 | 松竹系                     |
| 1942年（昭和17年） | 松竹太秦撮影所       | 松竹                     |                            |
| 1952年（昭和27年） | 松竹京都撮影所       | 松竹                     | 松竹下加茂撮影所焼失による |
| 1965年（昭和40年） | （閉鎖）             | 松竹                     | 企業合理化による           |
| 1968年（昭和43年） | 松竹京都撮影所       | 松竹                     | 撮影再開                   |
| 1975年（昭和50年） | 京都映画撮影所       | 京都映画株式会社         | 下加茂閉鎖による           |
| 1995年（平成7年）  | 松竹京都映画撮影所   | 松竹京都映画株式会社     | 社名変更                   |
| 2008年（平成20年） | 松竹京都撮影所       | 株式会社松竹京都撮影所   | 新規設立                   |
| 2011年（平成23年） | 松竹京都撮影所       | 株式会社松竹撮影所       | 社名変更                   |

### 会社を固定した撮影所の変遷
現在の「株式会社松竹撮影所」の前身である「京都映画株式会社」および「松竹京都映画株式会社」が経営した撮影所の変遷である。
| 年号               | 名称               | 所在地       | 経営会社               | 備考                   |
| ------------------ | ------------------ | ------------ | ---------------------- | ---------------------- |
| 1942年（昭和17年） |                    |              | 京都映画株式会社       | 設立                   |
| 1952年（昭和27年） | 京都映画撮影所     | 下加茂       | 京都映画株式会社       | 松竹下加茂撮影所譲受   |
| 1975年（昭和50年） | 京都映画撮影所     | 太秦堀ヶ内町 | 京都映画株式会社       | 下加茂閉鎖、太秦へ移転 |
| 1995年（平成7年）  | 松竹京都映画撮影所 | 太秦堀ヶ内町 | 松竹京都映画株式会社   | 社名変更               |
| 2008年（平成20年） | 松竹京都撮影所     | 太秦堀ヶ内町 | 株式会社松竹京都撮影所 | 新規設立               |
| 2011年（平成23年） | 松竹京都撮影所     | 太秦堀ヶ内町 | 株式会社松竹撮影所     | 社名変更               |

## 代表作

### テレビ
- 青春太閤記 いまにみておれ!（NTV）
- 白獅子仮面（NTV）
- 河井継之助 駆け抜けた蒼龍（NTV）
- 風（TBS）
- 千葉周作 剣道まっしぐら（TBS）
- 初秋（CBC）
- 海の次郎丸（ABC）
- 女人平家（ABC）
- 必殺シリーズ（ABC）
- おしどり右京捕物車（ABC）
- 斬り抜ける（ABC）
- 京都殺人案内シリーズ（ABC、土曜ワイド劇場）
- 京都妖怪地図シリーズ（ABC、土曜ワイド劇場）
- 赤かぶ検事奮戦記シリーズ（ABC）
- 京都マル秘指令 ザ新選組（ABC）
- 新・赤かぶ検事奮戦記シリーズ（ABC、土曜ワイド劇場）
- 天才刑事・野呂盆六（ABC、土曜ワイド劇場）
- 京都の芸者弁護士事件簿シリーズ（ABC、土曜ワイド劇場）
- 京都のテミス女裁判官（ABC、土曜ワイド劇場）
- 京都の女庭師風水探偵さくら子（ABC、土曜ワイド劇場）
- 連続テレビ映画 鞍馬天狗（MBS）
- 敵は本能寺にあり（テレビ朝日、日曜洋画劇場特別企画）
- だましゑ歌麿（テレビ朝日）
- 古都（テレビ朝日、土曜ワイド劇場）
- 鬼平犯科帳シリーズ（フジテレビ）
- 雪之丞変化（フジテレビ）
- 神谷玄次郎捕物控（フジテレビ）
- 剣客商売シリーズ（フジテレビ）
- 陰陽師☆安倍晴明〜王都妖奇譚〜（フジテレビ）
- 松本清張の異変街道（フジテレビ、金曜エンタテイメント）
- 阿部一族（フジテレビ、金曜エンタテイメント）
- 京都祇園入り婿刑事事件簿（フジテレビ、金曜エンタテイメント）
- 仕掛人・藤枝梅安（フジテレビ、土曜プレミアム）
- しゃばけ（フジテレビ、土曜プレミアム）
- 女人武蔵（関西テレビ）
- 宮本武蔵（関西テレビ）
- 紫頭巾（東京12チャンネル(現・テレビ東京)）
- 斬り捨て御免!（テレビ東京）
- お命頂戴!（テレビ東京）
- 眠狂四郎円月殺法（テレビ東京）
- 眠狂四郎無頼控（テレビ東京）
- 月影兵庫あばれ旅（テレビ東京）
- 付き馬屋おえん事件帳（テレビ東京）
- 江戸中町奉行所（テレビ東京）
- 参上! 天空剣士（テレビ東京）
- 鞍馬天狗（テレビ東京）
- 喧嘩屋右近（テレビ東京）
- 刺客請負人（テレビ東京）
- 石川五右衛門 （テレビ東京）
- 大忠臣蔵（テレビ東京、12時間超ワイドドラマ）
- 次郎長三国志（テレビ東京、12時間超ワイドドラマ）
- 忠臣蔵〜決断の時（テレビ東京、新春ワイド時代劇）
- 天下騒乱〜徳川三代の陰謀（テレビ東京、新春ワイド時代劇）
- 忠臣蔵 瑤泉院の陰謀（テレビ東京、新春ワイド時代劇）
- 寧々〜おんな太閤記（テレビ東京、新春ワイド時代劇）
- 戦国疾風伝 二人の軍師 秀吉に天下を獲らせた男たち（テレビ東京、新春ワイド時代劇）
- 忠臣蔵〜その義その愛（テレビ東京、新春ワイド時代劇）
- 影武者徳川家康（テレビ東京、新春ワイド時代劇）
- 警察大学校 日丸教授の事件ノート（テレビ東京、水曜ミステリー9）
- 父からの手紙（テレビ東京、水曜ミステリー9）
- 弁護士猪狩文助（テレビ東京、水曜ミステリー9）
- 銀二貫（NHK大阪放送局）
- 猿飛三世（NHK大阪放送局）
- 雲霧仁左衛門（NHK）
- 妻は、くノ一（NHK）
- 一路（NHK）
- 子連れ信兵衛（NHK）
- 京極夏彦「怪」（WOWOW）
- 鬼平外伝シリーズ（時代劇専門チャンネル）
  - 鬼平外伝 夜兎の角右衛門
  - 鬼平外伝 熊五郎の顔
  - 鬼平外伝 正月四日の客
  - 鬼平外伝 老盗流転
- 闇の狩人（BSスカパー!、時代劇専門チャンネル）

### 映画
- めくらのお市シリーズ
- 劇場版必殺シリーズ
- リメインズ 美しき勇者たち 1990年（平成2年）
- 忠臣蔵外伝 四谷怪談
- 御法度
- 京極夏彦「怪」 七人みさき
- たそがれ清兵衛
- 嗤う伊右衛門
- 隠し剣 鬼の爪
- ゲゲゲの鬼太郎 2007年（平成19年）
- 鴨川ホルモー 2009年（平成21年）
- 種まく旅人〜みのりの茶〜
- 忍ジャニ参上! 未来への戦い
- 超高速!参勤交代

### オリジナルビデオ
- 第三の極道シリーズ
- 首領への道シリーズ
- くノ一忍法帖シリーズ
- 実録・関東やくざ戦争 修羅の盃
- 実録・関東やくざ戦争2 修羅の代紋

## 註
1. 1 2 3 4 5 6 7 8 9  沿革：会社案内：松竹撮影所（インターネットアーカイブ、2019年6月28日） - https://www.shochiku-ks.com/company/history.html[リンク切れ] - 松竹撮影所 公式サイト
2. 1 2 3  株式会社松竹撮影所 第17期決算公告
3. 1 2  松竹京都映画撮影所、立命館大学、2009年10月8日閲覧。